# Robbie Regan
Robbie Regan est un boxeur gallois né le 30 août 1968 à Caerphilly.

## Carrière
Passé professionnel en 1989, il devient champion britannique des poids mouches en 1991 et 1992 puis champion d'Europe EBU de la catégorie en 1992 et 1994. Le 17 juin 1995, il échoue face au champion des poids mouches WBO, Alberto Jimenez, mais remporte le titre de champion du monde des poids coqs WBO le 26 avril 1996 en battant aux points Daniel Jiménez. Regan met un terme à sa carrière après ce combat sur un bilan de 17 victoires, 2 défaites et 3 matchs nuls.

## Référence
1. ↑  (en) Robbie Regan : the legend that never was (boxingnews24.com)